# Publio Popilio Lenas
Publio Popilio Lenas o Lenate (en latín, Publius Popillius C. f. P. n. Laenas) era un político y militar romano.

## Carrera política
Fue cónsul en el año 132 a. C., el año después del asesinato de Tiberio Sempronio Graco. 
Fue encargado por el victorioso partido aristocrático de perseguir a los seguidores de Graco y en esta tarea odiosa mostró toda su dureza y la de su familia.
Después Cayo Graco lo atacó a él en particular, cuando hizo aprobar una ley contra todos aquellos que habían condenado a un ciudadano sin juicio. Popilio Lenas se retiró a un exilio voluntario y no volvió a Roma hasta después de la muerte del tribuno.